# Calycorectes cucullatus
Calycorectes cucullatus är en myrtenväxtart som beskrevs av Joáo Rodrigues de Mattos. Calycorectes cucullatus ingår i släktet Calycorectes och familjen myrtenväxter. Inga underarter finns listade i Catalogue of Life.